# جیمز لنمن
جیمز لنمن (به انگلیسی: James Lanman) سناتور سابق عضو حزب دموکرات-جمهوری‌خواه بود. وی در سال ۱۸۱۹ تا ۱۸۲۵ میلادی سناتور ایالت کنتیکت در سنای ایالات متحده آمریکا بود.